# Mercato Saraceno
Mercato Saraceno är en ort och kommun i provinsen Forlì-Cesena i regionen Emilia-Romagna i Italien. Kommunen hade 6 860 invånare (2018).